# Nowickia latilinea
Nowickia latilinea är en tvåvingeart som beskrevs av Zhao och Zhou 1993. Nowickia latilinea ingår i släktet Nowickia och familjen parasitflugor.
Artens utbredningsområde är Qinghai (Kina). Inga underarter finns listade i Catalogue of Life.